# Sân bay Pulkovo
Sân bay Pulkovo (tiếng Nga: Аэропорт Пулково) (IATA: LED, ICAO: ULLI) là sân bay quốc tế phục vụ Sankt-Peterburg, Nga, sân bay có một nhà ga 23 km (14 mi) phía nam trung tâm thành phố. Sân bay này là một trung tâm hoạt động của hãng Rossiya Airlines. Ban đầu tên là Sân bay Shosseynaya. Việc xây dựng sân bay này bắt đầu từ tháng 1 năm 1931 và hoàn thành ngày 24 tháng 6 năm 1932, với tàu bay đầu tiên đến vào lúc 17h31 cùng ngày sau một chuyến bay kéo dài 2h rưỡi từ Moskva chở hành khách và thư từ.
Năm 1951 nhà ga sân bay được thiết kế lại để nhận tàu bay lớn hơn. Sân bay được đổi tên là Sân bay Pulkovo tháng 4 năm 1973 và một nhà ga mới được mở, tạo điều kiện tăng lưu lượng vận chuyển của sân bay lên 40-50% giữa những năm 1970 và 1990.
Sân bay Pulkovo là sân bay bận rộn thứ ba của Nga, sau hai sân bay ở Moskva là Sân bay quốc tế Domodedovo và Sân bay quốc tế Sheremetyevo. Số lượng khách tăng từ 4.837.000 năm 1990 lên hơn 5 triệu năm 2006. Theo dự báo, năm 2025, sân bay này sẽ có 17 triệu khách.
Có hai nhà ga hành khách, một nhà ga hàng hóa, 47 chỗ đỗ máy bay, hai đường băng. Mùa hè năm 2006, một trong hai đường băng của sân bay này có thể đón máy bay khổng lồ Airbus A380. Việc xây dựng lại đường băng thứ hai dự kiến bắt đầu năm 2007. Nhà ga số 1 phục vụ các chuyến nội địa Nga, các quốc gia SNG và các chuyến thuê bay, nhà ga hành khách số 2 phục vụ các chuyến bay quốc tế đường dài. Nhà ga 1 được xây năm 1973, nhà ga 2 được xây vào thập niên 1950 và được xây lại năm 2003. Việc thiết kế xây một nhà ga mới đang được một công ty của Đức là Hochtief Airport GmbH tiến hành. Nhà ga mới nằm trực tiếp phía bắc của Nhà ga 1 và có 18 cổng, sẽ được xây năm 2008 và dự kiến hoàn thành năm 2010/2011.
Sân bay này là trung tâm hoạt động của hãng Rossiya Airlines.

## Các hãng hàng không và các điểm đến

### Hành khách
| Hãng hàng không                               | Các điểm đến |
| --------------------------------------------- | --- |
| Aegean Airlines                               | Theo mùa: Athens, Heraklion, Rhodes, Thessaloniki |
| Aeroflot                                      | Moscow-Sheremetyevo |
| Aeroflot                                      | Mineralnye Vody, Rostov-on-Don, Sochi |
| Aeroflot vận hành bởi Rossiya                 | Almaty, Arkhangelsk, Barcelona, Berlin-Schönefeld, Chelyabinsk, Düsseldorf, Hamburg, Istanbul-Atatürk, Kaliningrad, Kazan, Krasnodar, Krasnoyarsk-Yemelyanovo, Milan-Malpensa, Mineralnye Vody, Moscow-Domodedovo, Moscow-Vnukovo, Munich, Murmansk, Nice, Novosibirsk, Omsk, Paris-Charles de Gaulle, Perm, Prague, Rome-Fiumicino, Rostov-on-Don, Samara, Samarkand, Simferopol, Sochi, Surgut, Syktyvkar, Tashkent, Tel Aviv-Ben Gurion, Tyumen, Ufa, Urgench, Yekaterinburg Theo mùa: Anapa, Antalya, Burgas, Chișinău, Gelendzhik, Geneva, Larnaca, Stockholm-Arlanda, Tivat, Varna |
| Air Astana                                    | Almaty, Astana |
| airBaltic                                     | Riga |
| Air France                                    | Paris-Charles de Gaulle |
| Air Moldova                                   | Chișinău |
| Alitalia                                      | Theo mùa: Rome-Fiumicino |
| Alrosa Mirny Air Enterprise                   | Mirny, Novosibirsk Theo mùa: Anapa |
| Avia Traffic Company                          | Bishkek, Osh |
| Austrian Airlines                             | Theo mùa: Vienna |
| Azerbaijan Airlines                           | Baku, Ganja |
| Azur Air                                      | Bay thuê chuyến theo mùa: Antalya, Dalaman, Heraklion, Nha Trang |
| Belavia                                       | Minsk-National |
| British Airways                               | London-Heathrow |
| Brussels Airlines                             | Brussels |
| China Southern Airlines                       | Lanzhou, Ürümqi |
| Czech Airlines                                | Karlovy Vary, Prague |
| Ellinair                                      | Theo mùa: Corfu, Thessaloniki, Zakynthos |
| Emirates                                      | Dubai-International |
| Finnair vận hành bởi Nordic Regional Airlines | Helsinki |
| Gazpromavia                                   | Moscow-Vnukovo |
| Georgian Airways                              | Tbilisi |
| Hainan Airlines                               | Bắc Kinh-Thủ đô |
| Iberia Express                                | Theo mùa: Madrid |
| Izhavia                                       | Izhevsk |
| KLM                                           | Amsterdam |
| Komiaviatrans                                 | Astrakhan, Kaluga, Saratov, Syktyvkar, Usinsk |
| Korean Air                                    | Theo mùa: Seoul-Incheon |
| Kostroma Air Enterprise                       | Kostroma |
| LOT Polish Airlines                           | Warsaw-Chopin |
| Lufthansa                                     | Frankfurt, Munich |
| Mahan Air                                     | Tehran-Imam Khomeini |
| Meridiana                                     | Theo mùa: Naples |
| Mistral Air                                   | Thuê chuyến theo mùa: Verona |
| Montenegro Airlines                           | Theo mùa: Tivat |
| Nordavia                                      | Arkhangelsk, Kaliningrad, Murmansk, Naryan-Mar, Nizhny Novgorod, Samara, Syktyvkar, Volgograd, Yerevan (từ ngày 2 tháng 12, 2016) |
| NordStar                                      | Khujand, Lankaran, Norilsk Theo mùa thuê chuyến: Burgas, Rimini, Tivat, Varna |
| Nordwind Airlines                             | Theo mùa thuê chuyến: Antalya, Bangkok, Bodrum, Heraklion, Goa, Monastir, Phuket |
| Nouvelair                                     | Theo mùa thuê chuyến: Enfidha, Monastir |
| Pobeda                                        | Krasnodar, Yekaterinburg |
| Pskovavia                                     | Apatity/Kirovsk, Bryansk, Kotlas, Kursk, Pskov, Tambov, Vladimir |
| Red Wings Airlines                            | Makhachkala |
| Royal Flight                                  | Theo mùa thuê chuyến: Barcelona, Bodrum, Rhodes |
| RusLine                                       | Belgorod, Cheboksary, Ivanovo, Kirov, Lipetsk, Makhachkala, Naryan-Mar, Nizhnekamsk, Penza, Ulyanovsk, Vilnius, Voronezh, Yaroslavl |
| S7 Airlines                                   | Moscow-Domodedovo, Novosibirsk |
| Scandinavian Airlines                         | Copenhagen, Stockholm-Arlanda |
| Severstal Air Company                         | Apatity/Kirovsk, Cherepovets, Ukhta, Veliky Ustyug |
| Somon Air                                     | Dushanbe, Khujand |
| Swiss International Air Lines                 | Zürich |
| Tajik Air                                     | Dushanbe, Kulob, Qurghonteppa, Khujand |
| Turkish Airlines                              | Istanbul-Atatürk |
| Turkmenistan Airlines                         | Aşhgabat |
| Ural Airlines                                 | Barnaul, Chelyabinsk, Chișinău (từ ngày 17 tháng 12, 2015), Chita, Kaliningrad, Kazan, Khabarovsk, Lankaran, Moscow-Domodedovo, Novosibirsk, Petropavlovsk-Kamchatsky, Rostov-on-Don, Tbilisi, Vladivostok, Yakutsk, Yekaterinburg, Yerevan, Theo mùa: Simferopol Theo mùa thuê chuyến: Antalya, Barcelona, Rhodes |
| UTair Aviation                                | Khanty-Mansiysk, Magas, Moscow-Vnukovo, Naryan-Mar, Nizhny Novgorod, Novy Urengoy, Noyabrsk, Surgut, Tomsk, Vladikavkaz Theo mùa: Anapa, Budapest |
| UVT Aero                                      | Bugulma, Nizhnekamsk, Nizhnevartovsk, Yekaterinburg |
| Uzbekistan Airways                            | Andizhan, Bukhara, Ferghana, Karshi, Namangan, Navoi, Samarkand, Tashkent, Termez, Urgench |
| Vologda Aviation Enterprise                   | Vologda |
| Vueling                                       | Barcelona Theo mùa: Alicante, Malaga |
| Yakutia Airlines                              | Yakutsk Theo mùa: Magadan, Novosibirsk |
| Yamal Airlines                                | Simferopol, Tyumen Theo mùa charter: Tivat |